# Danie Dubos
Pour les articles homonymes, voir Dubos.
Danie Dubos, née Danielle Dubos le 15 février 1940 à Saint-Amand-Montrond  (Cher) et morte le 16 mars 2023 à Gond-Pontouvre (Charente), est une coloriste et une scénariste de bande dessinée française.
Elle a aussi travaillé occasionnellement comme journaliste, comme actrice et comme assistante-réalisatrice.

## Biographie
Danie Dubos débute en bande dessinée  dans le magazine Record par une collaboration sur le scénario de Cactus Papa avec Jacques Lob pour le dessinateur Jean-Claude Poirier en 1966.
En 1968 elle publie dans Le Rire Lolly Strip, qu'illustre Georges Pichard. Pour lui, elle imagine ensuite Caroline Choléra dans L'Écho des savanes (1975-1977) puis Bornéo Joe dans Charlie mensuel (1982-1983). Elle écrit aussi des scénarios de récits courts dans Pilote, pour Jean-Claude Forest (1973) et pour Daniel Billon (1980-1982) . Avec ce dernier, elle publie également un récit dans (À suivre) en 1981 et un album sans pré-publication chez Dargaud en 1985. Elle est aussi présente de façon ponctuelle au sommaire de Métal hurlant (1978) et de Circus (1987).
Proche de Jean-Claude Forest qui lui dédie plusieurs récits[réf. nécessaire], elle met en couleurs certaines de ses bandes dessinées mais aussi celles d'un grand nombre d'autres dessinateurs. Selon le critique Sylvain Bouyer, Danie Dubos fait partie des « nouveaux coloristes » qui attribuent à la couleur une fonction esthétique et non plus uniquement locative et symbolique. Il observe que chez elle le dégradé des couleurs et la lumière mettent en valeur les « éléments scéniques fondamentaux » de l'histoire et suscitent un autre parcours de lecture que celui qu'induit la composition de la planche. Son travail participe à la reconnaissance progressive du rôle créateur des coloristes professionnels.
Parallèlement, Danie Dubos travaille comme journaliste pigiste, notamment pour Playboy et Marie-Claire au cours des années 1970, en utilisant la signature Danie Zucca. 
Accessoirement, elle a travaillé aussi pour le cinéma, en tant qu'actrice, scénariste, ou assistante-réalisatrice.
Elle meurt le 16 mars 2023 à Gond-Pontouvre

## Œuvres

### Scénario
La date retenue est celle de la première publication de l'album.
- 1972 : Lolly Strip, dessin de Georges Pichard, Éric Losfeld.
- 1977-1982 : Caroline Choléra (3 tomes), dessin de Georges Pichard, Albin Michel.
- 1982 : Allô, ne quittez pas !, dessin de Daniel Billon, Dargaud.
- 1983 : Bornéo Joe, dessin de Georges Pichard, Dargaud.
- 1984 : Bornéo Joe 2. La Pierre de passe, dessin de Georges Pichard, Dargaud
- 1985 : Marie de Bois et les Sœurs de la Côte, dessin de Daniel Billon, Dargaud.

### Couleurs
- 1981 : L'Enfance d'Iznogoud, de Jean Tabary.
- 1982 : Barbarella 4. Le Miroir aux tempêtes, scénario de Jean-Claude Forest et dessin de Daniel Billon.
- 1983 : Bornéo Joe, scénario de Danie Dubos et dessin de Georges Pichard.
- 1984 : Bornéo Joe 2. La Pierre de passe, dessin de Georges Pichard.
- 1986 : Force 9 scénario de Patrick Cothias et dessin de Daniel Billon.
- 1988 : La Jeune copte, le diamantaire et son boustrophédon, scénario de Pierre Christin et dessin de Bernard Puchulu.

## Filmographie

### Assistante-réalisatrice
- 1979 : Roberte, de Robert Zucca.

### Actrice
- 1970 : Le Parapluie de l'éléphant de mer de Pierre Zucca (court-métrage) : la jeune femme[10].
- 1974 : Les Poules bleues de l'automne de Jean-Claude Forest (ORTF) : Nelly[11].